# Augusta (Maine)
Augusta é a capital do estado norte-americano do Maine e sede do Condado de Kennebec. Foi fundada em 1754 e incorporada em 1849.

## História
O futuro local de Augusta tinha sido uma aldeia nativa americana muito antes da chegada dos primeiros europeus. A exploração da área ocorreu primeiramente pelos membros da colônia de Popham do short-lived, que foi estabelecida em torno de 1607 na boca do Kennebec. O local foi escolhido pelos membros da colônia de Plymouth de Massachusetts em 1625 como um local para um posto de troca, que foi construído em 1628. O posto foi operado por 40 ou 50 anos antes de ser abandonado. Cerca de três quartos de um século mais tarde, os proprietários Kennebec, um grupo de investidores ricos Boston, erguido Fort Western abaixo das quedas na cabeça de navegação. Quando o forte já não precisava de uma presença militar, seu comandante, o capitão James Howard, permaneceu como o primeiro colonizador permanente da área. O edifício principal do forte era sua residência, bem como uma loja. Fort Western é o mais antigo forte de madeira ainda em pé na América do Norte. Uma comunidade conhecida como "O Forte" cresceu em torno do forte e foi incluída dentro Hallowell quando aquela cidade foi incorporada em 1771. O Forte, entretanto, desenvolveu uma identidade distinta e foi separado de Hallowell em 1797. Foi inicialmente dado o nome De Harrington, mas o nome foi mudado para Augusta quatro meses mais tarde. Augusta tornou-se a primeira sede do Kennebec County quando foi formada em 1799. Quando Maine entraram na União em 1820, Portland foi a sua primeira capital, mas em 1827, o legislador estadual designado Augusta como a capital. A legislatura continuou a reunir-se em Portland, no entanto, até 1832, quando os edifícios estavam prontos para o governo mover-se.

## Geografia
De acordo com o United States Census Bureau, a cidade tem uma área de 150,3 km², dos quais 142,8 km² estão cobertos por terra e 7,5 km² por água.

## Demografia
Segundo o censo nacional de 2010, a sua população é de 19 136 habitantes e sua densidade populacional é de 127,3 hab/km². A cidade possui 9 756 residências  que resultam em uma densidade de 68,3 residências/km².

## Marcos históricos
O Registro Nacional de Lugares Históricos lista 44 marcos históricos em Augusta, dos quais 4 são Marco Histórico Nacional. O primeiro marco foi designado em 15 de outubro de 1966 e o mais recente em 2 de janeiro de 2018.